# Dolina Nidy
Dolina Nidy (342.25) – kraina geograficzna w Polsce, na południu województwa świętokrzyskiego. Wchodzi w skład Niecki Nidziańskiej. Obejmuje środkową i dolną część doliny rzeki Nidy.
Ma długość ok. 65 km i szerokość od 2 do 6 km, z trzema przewężeniami: pomiędzy miejscowościami Sobowice i Kopernia, między Młodzawami i Krzyżanowicami oraz pomiędzy Brzeźnem i Sobkowem.
Dno doliny jest podmokłe i płaskie. Usłane jest glebami madowymi. Występują tu również torfy, głównie w dawnych starorzeczach. Miejscami zachowały się fragmenty tarasów piaszczystych. Wznoszą się one na wysokość ok. 12–15 m ponad tarasem zalewowym.
W Dolinie Nidy występują liczne łąki i pastwiska. Najważniejsze ośrodki regionu to Pińczów, Wiślica i Nowy Korczyn.
Z Doliną Nidy związany jest historyczny region Ponidzia. Obejmuje on jednak znacznie większy obszar niż sama Dolina Nidy.
Jedną z atrakcji turystycznych regionu jest kolej wąskotorowa „Ciuchcia Express Ponidzie”.